# Wereldkampioenschappen wielrennen 1933
De wereldkampioenschappen wielrennen op de weg van 1933 voor profs en amateurs werden op maandag 14 augustus 1933 gehouden in Montlhéry (Frankrijk). Er werd gereden op de Autodrome de Linas-Montlhéry, het racecircuit met verhoogde bochten van Montlhéry met een totale lengte van 12,5 kilometer. De amateurs reden in de voormiddag hun wedstrijd over 125 km, de beroepsrenners in de namiddag.
De wereldkampioenschappen baanwielrennen van 1933 werden van 11 tot 15 augustus gehouden op de vélodrome van het Parc des Princes in Parijs.

## Beroepsrenners
De profs moesten twintig ronden rijden, in totaal 250 kilometer. Wereldkampioen werd de Fransman Georges Speicher, die eerder dat jaar ook al de Ronde van Frankrijk had gewonnen. Speicher was de eerste Franse wereldkampioen op de weg bij de profs en tevens de eerste renner die Tour én Wereldkampioenschap won in eenzelfde jaar. Een andere Fransman, Antonin Magne, werd tweede. Voor de eerste keer haalde een Nederlandse renner het podium; Marinus Valentijn werd derde bij de profs.

### Uitslag

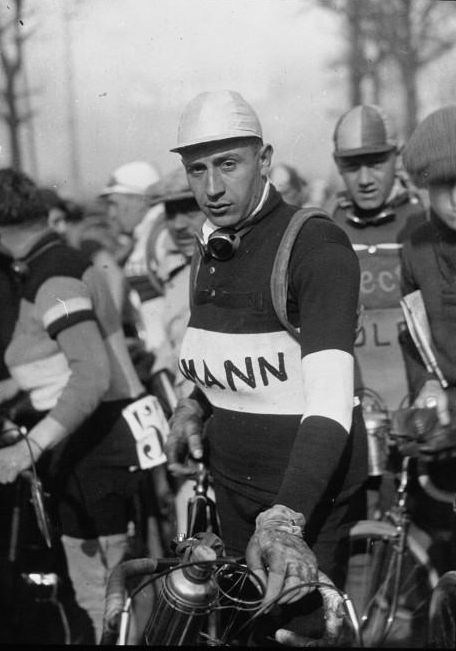
Georges Speicher (foto uit 1932)

### Uitslag[1]
| Plaats | Renner             | Land        | Tijd    |
| ------ | ------------------ | ----------- | ------- |
| 1      | Georges Speicher   | Frankrijk   | 7u8'58" |
| 2      | Antonin Magne      | Frankrijk   | +5'03"  |
| 3      | Marinus Valentijn  | Nederland   | +5'04"  |
| 4      | Alfred Hamerlinck  | België      | +11'03" |
| 5      | Alfons Schepers    | België      | z.t.    |
| 6      | Alfredo Binda      | Italië      | z.t.    |
| 7      | Mariano Canardo    | Spanje      | z.t.    |
| 8      | Albert Büchi       | Zwitserland | z.t.    |
| 9      | Gerrit van de Ruit | Nederland   | z.t.    |
| 10     | Ludwig Geyer       | Duitsland   | z.t.    |
| 11     | Josy Krauss        | Luxemburg   | +18'02" |
| 12     | Karl Thallinger    | Oostenrijk  | +21'00" |
| 13     | Antonio Escuriet   | Spanje      | z.t.    |

## Amateurs
De wedstrijd voor amateurs ging over tien ronden. De Zwitsers deden hier wat de Fransen bij de profs hadden gedaan; ze behaalden een dubbelslag met Paul Egli en Kurt Stettler.

### Uitslag[2]
| Plaats | Renner         | Land        | Tijd     |
| ------ | -------------- | ----------- | -------- |
| 1      | Paul Egli      | Zwitserland | 3u21'48" |
| 2      | Kurt Stettler  | Zwitserland | +51"     |
| 3      | Joseph Lowagie | België      | +1'43"   |